# 제천 월광사지 원랑선사탑비
제천 월광사지 원랑선사탑비(堤川 月光寺址 圓朗禪師塔碑)는 신라 후기에 활약한 승려 원랑선사의 행적을 기록한 비석으로 신라 진성여왕 4년에 세워졌다. 원래는 충청북도 제천시 한수면 동창리 월광사 터에 전해오던 것인데, 1922년에 경복궁으로 옮겨졌다가 지금은 국립중앙박물관 안에 있다. 1963년 1월 21일 대한민국의 보물 제360호로 지정되었다.

## 개요
원랑선사의 행적은 이 탑비를 통하여 알려지고 있다. 원랑선사의 이름은 대통(大通)이고, 자는 태융(太融)이며, 속성(俗姓)은 박(朴)이다. 어려서부터 제자백가에 통달했는데, 뒤에 불교 경전을 읽고 무상을 느껴 출가를 하였다 한다. 신라 문성왕 7년(845) 성린(聖鱗)에게서 비구계를 받고, 단엄사에서 정진하고 있을 때, 그의 사형(師兄)인 자인(慈忍)이 당나라에서 돌아오자 그에게서 자극을 받고 분발하여 선정(禪定)을 닦는 데 매진하였다. 문성왕 18년(856)에 사신을 따라 당나라 앙산(仰山)에 가서 징허(澄虛)를 스승으로 섬겼고, 황매(黃梅)의 심인(心印)을 받은 후 866년에 귀국하였다. 귀국 후에는 월광사에 머물면서 법요를 널리 전하여 선문(禪門)을 빛나게 하였으며 그의 이름이 궁중에 알려져 경문왕의 존경을 받았다.
원랑선사는 헌강왕 9년(883) 10월 5일에 나이 68세로 입적하는데, 이 비는 그로부터 7년 후인 890년에 세워졌다. 헌강왕이 ‘원랑선사’(圓郞禪師)라고 시호를 내리고 ‘대보선광’(大寶禪光)이라는 탑명을 내려 김영(金瑛)에게 비문을 짓게 하였다. 비문의 글씨는 순몽(淳蒙)이 썼는데, 가는 경계선 안에 구양순체의 해서이며 폭은 2cm 정도이다.
비는 거북받침돌 위로 비몸을 세우고 머릿돌을 얹은 신라 후기의 전형적인 모습을 지니고 있다. 거북받침은 네 발이 몹시 작고 짧은 목과 머리를 꼿꼿이 세우고 있는데, 이는 신라 후기에 나타나는 형식화된 모습을 보이고 있다.
전체적으로 탑비의 머리·몸·받침 각 부분의 비례감이 훌륭한 비로서, 단아하면서도 안정된 느낌을 준다. 거북 모양의 받침돌과 머릿돌 부분의 조각이 특히 정교하고 비문(碑文)의 글씨 새김이 아담하다.
탑은 월광사 터에 부재 일부만이 남아있다.

## 사진

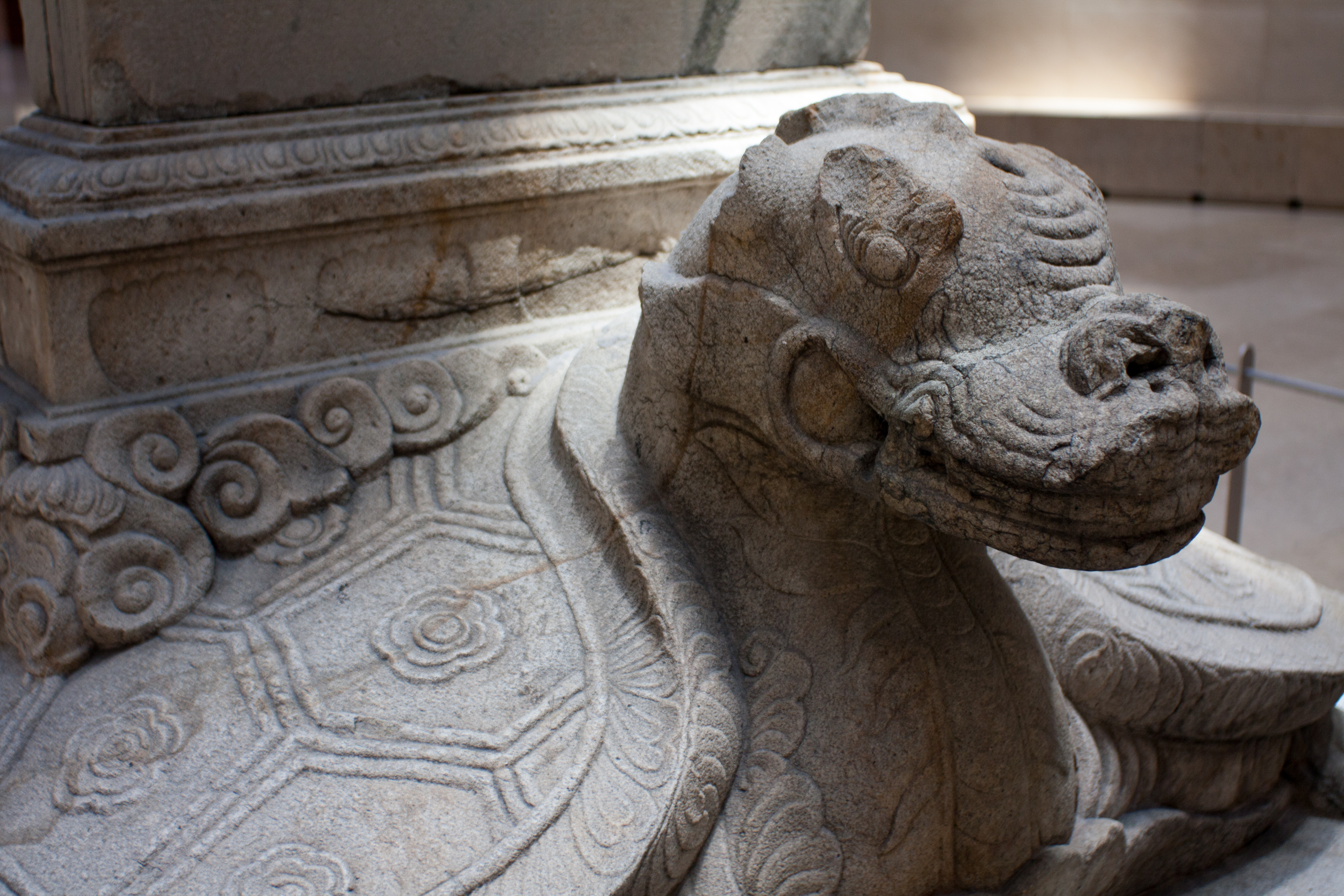
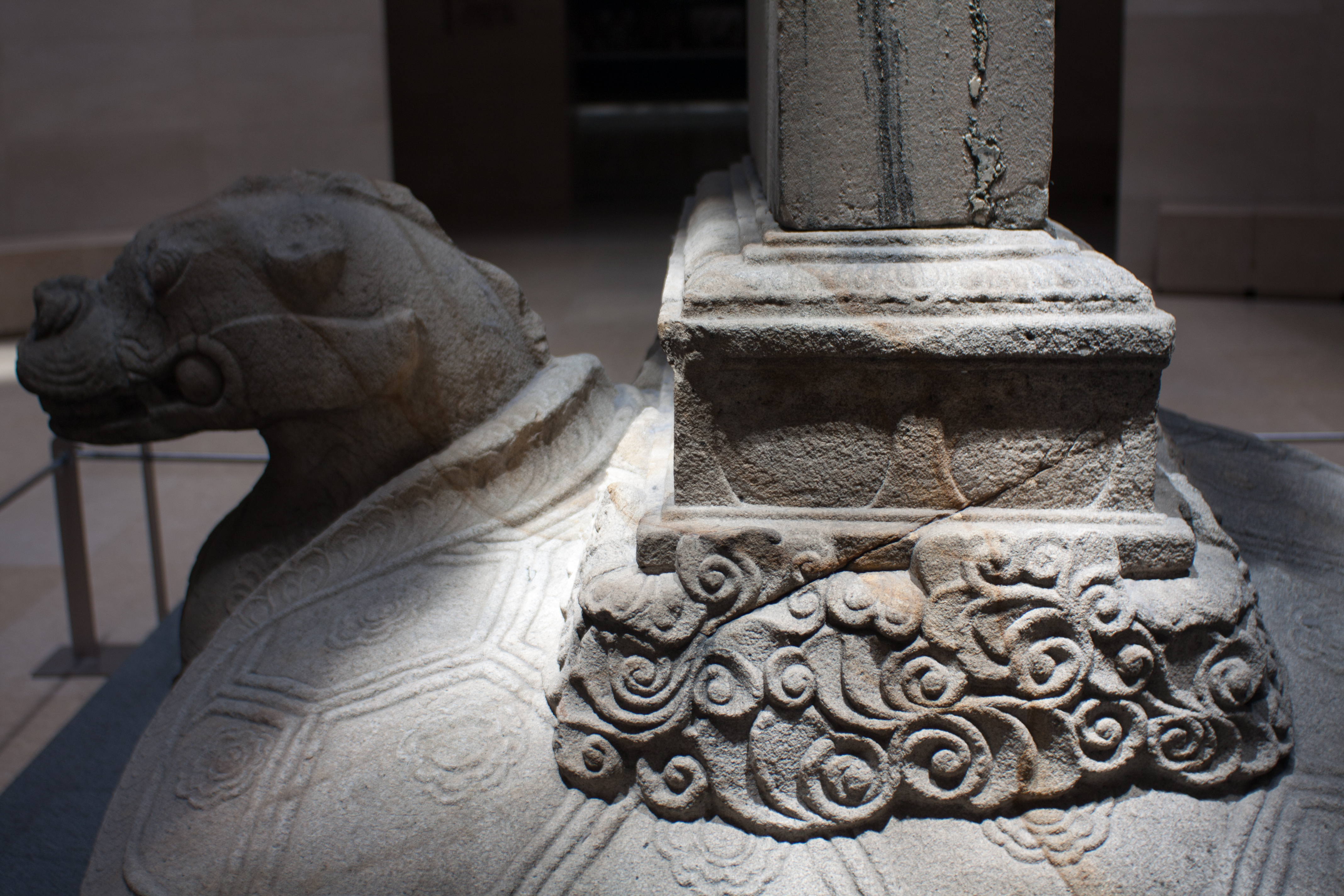
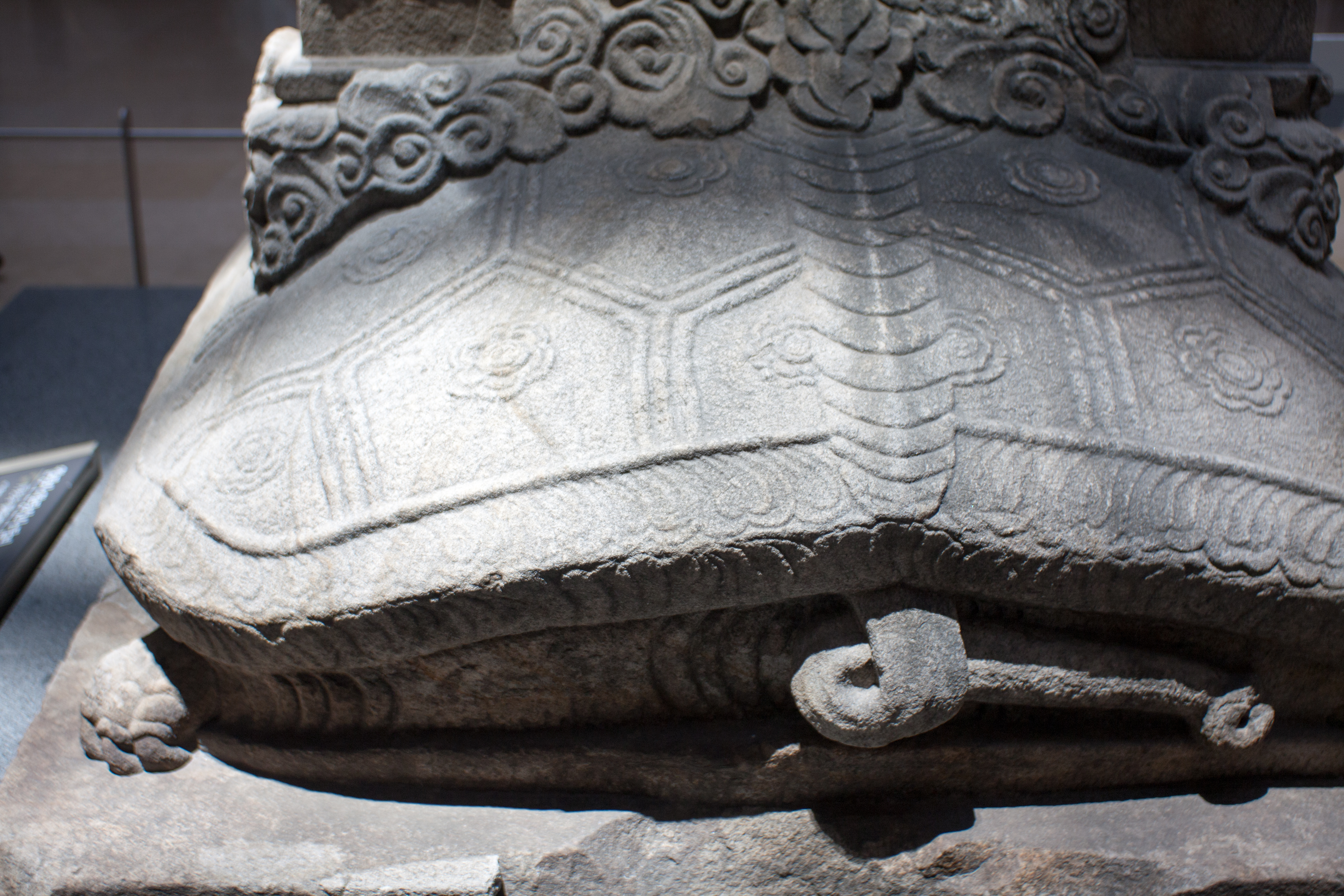

## 같이 보기
- 제천 월광사지 (충청북도 기념물 제154호)